# Antony (piłkarz)
Antony, właśc. Antony Matheus dos Santos (ur. 24 lutego 2000 w São Paulo) – brazylijski piłkarz, występujący na pozycji napastnika w Manchesterze United. Reprezentant Brazylii. Uczestnik Mistrzostw Świata 2022.

## Kariera klubowa

### São Paulo
Antony zaczął grać w piłkę nożną w Grêmio Osasco, a w 2010 roku wyjechał do São Paulo.  W 2018 roku drużyna U-17 klubu wygrała J League Challenge Cup w Japonii, a Antony został uznany za najlepszego gracza turnieju. W 2019 roku był częścią drużyny U-20, która wygrała Copa São Paulo de Futebol Júnior. Antony strzelił gola w finale przeciwko Vasco da Gama i został wybrany najlepszym graczem turnieju po zdobyciu czterech goli i sześciu asyst w dziewięciu meczach.
26 września 2018 roku wraz z Helinho i Igorem Gomesem awansował do pierwszej drużyny klubu i podpisał kontrakt do września 2023 roku.  Antony zadebiutował w Campeonato Brasileiro Série A 15 listopada 2018 roku w zremisowanym 1:1 meczu z Grêmio, gdzie został zmieniony w 70. minucie meczu z Helinho.

### Ajax
23 lutego 2020 roku Antony podpisał kontrakt z Ajaxem, gdzie podpisał pięcioletni kontrakt od lipca. Antony zadebiutował w Eredivisie 13 września 2020 roku w wygranym 1:0 meczu ze Spartą Rotterdam, gdzie strzelił jedynego gola w meczu.

### Manchester United
30 sierpnia 2022 roku Manchester United ogłosił, że doszedł do porozumienia z Ajaxem w sprawie transferu Antony'ego. Manchester ostatecznie zapłacił za niego 100 milionów euro. 1 września 2022 roku podpisał pięcioletni kontrakt z opcją przedłużenia o kolejny rok z Manchesterem United. W nowym klubie zadebiutował 4 września 2022 roku w wygranym 3:1 meczu przeciwko Arsenalowi, zostając zmienionym w 58 minucie spotkania przez Cristiano Ronaldo i zdobywając swoją pierwszą bramkę.

### Real Betis
25 stycznia 2025 roku ogłoszono, że na resztę sezonu Antony zostanie wypożyczony do Realu Betis.

## Kariera reprezentacyjna
Podczas Igrzysk Olimpijskich w Tokio sięgnął, wraz z reprezentacją Brazylii, po złoty medal. 
W seniorskiej drużynie reprezentacji Brazylii zadebiutował w wygranym 1:3 meczu przeciwko reprezentacji Wenezueli, zmieniając w 77. minucie spotkania Gabriela Jesusa i zdobywając swoją pierwszą bramkę w barwach narodowych.

## Statystyki

### Klubowe
(aktualne na dzień 12 sierpnia 2025)
| Klub               | Sezon              | Liga               | Liga  | Liga   | Puchar kraju | Puchar kraju | Puchar ligi | Puchar ligi | Kontynentalne | Kontynentalne | Inne  | Inne   | Suma  | Suma   |
| Klub               | Sezon              | Liga               | Mecze | Bramki | Mecze        | Bramki       | Mecze       | Bramki      | Mecze         | Bramki        | Mecze | Bramki | Mecze | Bramki |
| ------------------ | ------------------ | ------------------ | ----- | ------ | ------------ | ------------ | ----------- | ----------- | ------------- | ------------- | ----- | ------ | ----- | ------ |
| São Paulo          | 2018               | Série A            | 3     | 0      | 0            | 0            | –           | –           | 0             | 0             | 0     | 0      | 3     | 0      |
| São Paulo          | 2019               | Série A            | 29    | 4      | 1            | 0            | –           | –           | 1             | 0             | 14    | 2      | 45    | 6      |
| São Paulo          | 2020               | Série A            | 0     | 0      | 0            | 0            | –           | –           | 2             | 0             | 2     | 0      | 4     | 0      |
| São Paulo          | Ogólnie            | Ogólnie            | 32    | 4      | 1            | 0            | 0           | 0           | 3             | 0             | 16    | 2      | 52    | 6      |
| Ajax               | 2020/2021          | Eredivisie         | 32    | 9      | 4            | 1            | –           | –           | 10            | 1             | –     | –      | 46    | 11     |
| Ajax               | 2021/2022          | Eredivisie         | 23    | 8      | 3            | 2            | –           | –           | 7             | 2             | 0     | 0      | 33    | 12     |
| Ajax               | 2022/2023          | Eredivisie         | 2     | 1      | 0            | 0            | –           | –           | 0             | 0             | 1     | 1      | 3     | 2      |
| Ajax               | Ogólnie            | Ogólnie            | 57    | 18     | 7            | 3            | 0           | 0           | 17            | 3             | 1     | 1      | 82    | 25     |
| Manchester United  | 2022/2023          | Premier League     | 25    | 4      | 5            | 1            | 5           | 1           | 9             | 2             | –     | –      | 44    | 8      |
| Manchester United  | 2023/2024          | Premier League     | 29    | 1      | 4            | 2            | 1           | 0           | 4             | 0             | –     | –      | 38    | 3      |
| Manchester United  | 2024/2025          | Premier League     | 8     | 0      | 0            | 0            | 2           | 1           | 4             | 0             | 0     | 0      | 14    | 1      |
| Manchester United  | Ogólnie            | Ogólnie            | 62    | 5      | 9            | 3            | 8           | 2           | 17            | 2             | 0     | 0      | 96    | 12     |
| Real Betis (wyp.)  | 2024/2025          | Primera División   | 17    | 5      | 0            | 0            | –           | –           | 9             | 4             | –     | –      | 26    | 9      |
| Real Betis (wyp.)  | Ogólnie            | Ogólnie            | 17    | 5      | 0            | 0            | 0           | 0           | 9             | 4             | 0     | 0      | 26    | 9      |
| Manchester United  | 2025/2026          | Premier League     | 0     | 0      | 0            | 0            | 0           | 0           | –             | –             | –     | –      | 0     | 0      |
| Manchester United  | Ogólnie            | Ogólnie            | 62    | 5      | 9            | 3            | 8           | 2           | 17            | 2             | 0     | 0      | 96    | 12     |
| Ogólnie w karierze | Ogólnie w karierze | Ogólnie w karierze | 168   | 32     | 17           | 6            | 8           | 2           | 46            | 9             | 17    | 3      | 256   | 52     |

## Sukcesy

### Ajax Amsterdam
- Mistrzostwo Holandii: 2020/2021, 2021/2022
- Puchar Holandii: 2020/2021

### Manchester United
- Puchar Anglii: 2023/2024
- Puchar Ligi: 2022/2023

### Reprezentacyjne
- Igrzyska Olimpijskie: 2021